# Sphenomorphus wau
Sphenomorphus wau — вид сцинкоподібних ящірок родини сцинкових (Scincidae). Ендемік Папуа Нової Гвінеї.

## Поширення і екологія
Sphenomorphus wau відомі з типової місцевості, розташованої на горі Каінді в провінції Моробе.